# 16 Dywizja Kawalerii (ZSRR)
16 Dywizja Kawalerii (ros. 16-я кавалерийская дивизия) – związek taktyczny kawalerii Armii Czerwonej.
Dywizja wzięła udział w kampanii wrześniowej w składzie  5 Korpusu Kawalerii. 

## Struktura organizacyjna
W 1939
- 9 pułk kawalerii
- 41 pułk kawalerii
- 53 pułk kawalerii
- 146 pułk kawalerii
- 39 pułk czołgów
- 23 dywizjon artylerii konnej
- szwadron saperów
- szwadron łączności
- dywizjon medyczno-sanitarny

## Dowódcy dywizji
- płk Ibragim Bikżanow (był w 1939)[3]